# 西田町土棚
西田町土棚（にしたまち つちだな）は、福島県郡山市の大字である。郵便番号は963-0904。

## 地理
郡山市北東部の西田地区に属する。東で西田町丹伊田、西田町板橋、南で西田町高柴、西田町三町目、西で西田町鬼生田、北で本宮市糠沢、本宮市白岩、本宮市松沢とそれぞれ隣接する。また、域内北部に西田町丹伊田の飛び地が2か所存在し、当大字北部がそれにより分断され飛地状になっている。概ね町村制施行以前の田村郡土棚村の流れを汲む地域である。一級水系阿武隈川水系白岩川中下流域、および天神川支流丸山川上流域を主な範囲とする。丘陵地に囲まれた谷あいの平地に水田が広がり、山裾に集落が点在する。西田町三町目に所在する郡山北警察署西田駐在所及び日和田町に所在する郡山消防署日和田分署がそれぞれ管轄にあたる。

### 主な字
字
- 関下
- 建石
- 唐虫
- 式部内
- 大関

- 中野
- 狢内
- 内出
- 石田
- 笠松

### 河川
一級水系阿武隈川水系
- 白岩川
- 丸山川（天神川支流）

## 歴史
- 1879年1月27日 - 三春藩領土棚村が福島県内における郡区町村制の施行により田村郡の村となる。
- 1889年4月1日 - 町村制の施行により土棚村が丹伊田村、高柴村、板橋村と合併し高野村が発足する。旧土棚村域は高野村の大字となる。
- 1955年4月1日 - 高野村が逢隈村と合併し西田村が発足し、西田村の大字となる。
- 1965年8月1日 - 西田村が中田村と共に郡山市に編入され、郡山市の大字となる。

## 世帯数と人口
2024年1月1日現在の世帯数と人口は以下の通りである。
| 大字       | 世帯数  | 人口  |
| ---------- | ------- | ----- |
| 西田町土棚 | 115世帯 | 291人 |

## 小・中学校の学区
市立小・中学校に通う場合、学区は以下の通りとなる。
| 番地 | 義務教育学校     |
| ---- | ---------------- |
| 全域 | 郡山市立西田学園 |

## 交通

### 道路
- 福島県道28号本宮三春線
- 郡山市道1-46号土棚高倉線
- 郡山市道1-50号根木屋鬼生田線（郡山東部広域農道）

## 施設
- 西田町商工会
- 内出のサクラ
- 鹿島神社
- 見渡神社